# Hypselobarbus jerdoni
Hypselobarbus jerdoni és una espècie de peix cipriniforme de la família dels ciprínids.

## Morfologia
Els mascles poden assolir els 46 cm de longitud total.

## Distribució geogràfica
Es troba a l'Índia: sud de Karnataka, Kerala, Tamil Nadu i Maharashtra.